# Solothurn kanton
Solothurn (svájci német dialektusban Soledurn, franciául Soleure, olaszul Soletta, rétorománul Soloturn) Svájc egyik kantonja az ország északnyugati részén. Székhelye Solothurn városa. 2013-ban 261 437 lakosa volt; többségük anyanyelve a német.

## Története

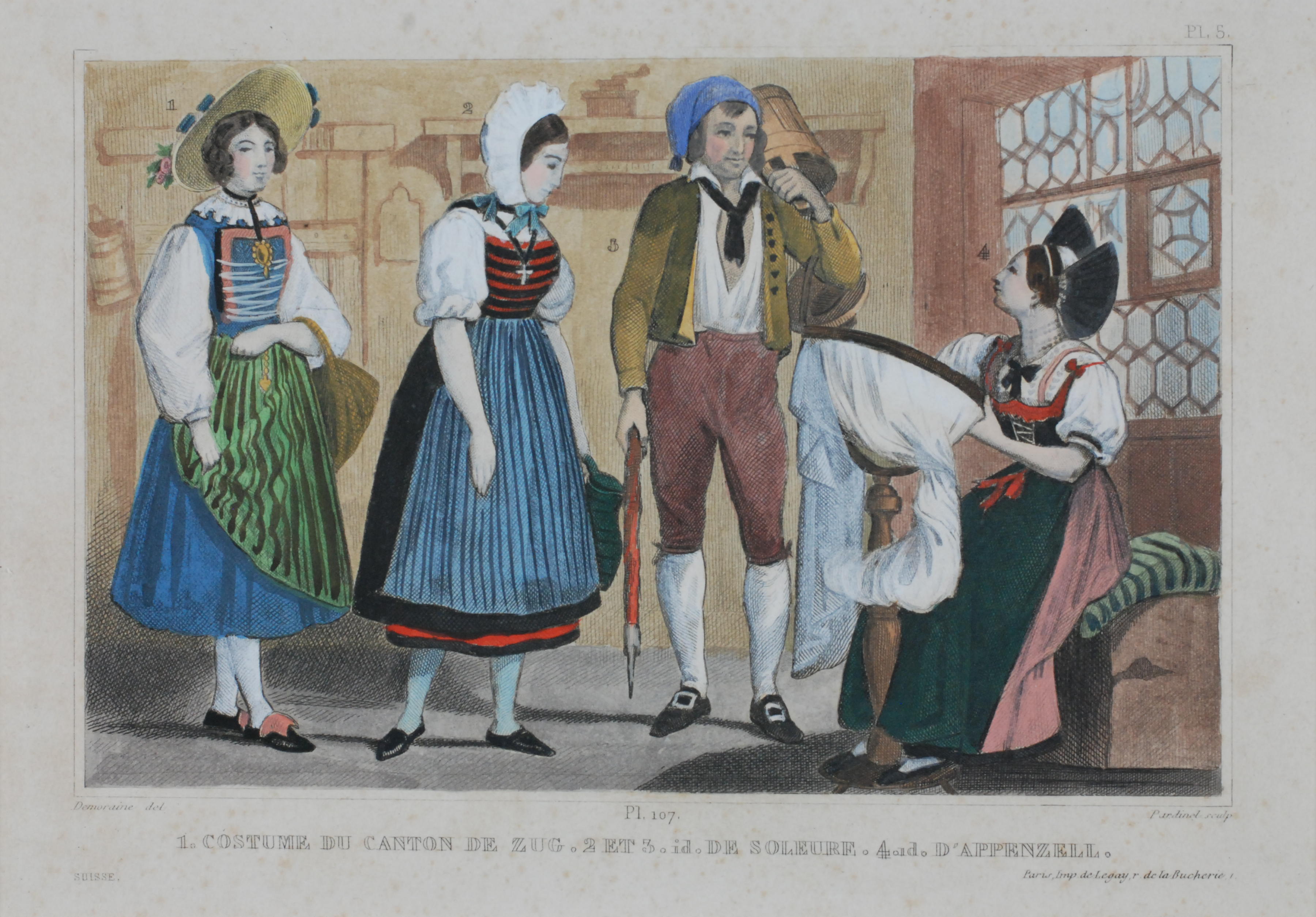
Svájci népviseletek. A két középső alak solothurni öltözetet visel

A kanton területe a Solothurn város által az évszázadok során megszerzett birtokokból áll, ez jól látszik szabálytalan alakján és a Basel-Landschaft kantonba illeszkedő exklávéin. A város helyén az újkőkor óta voltak települések. A római korban Salodurum néven volt ismert. Nagy Károly birodalmának szétesése után Lothar királyságához, majd a Burgundiai Királysághoz tartozott. A 12. században a Zähringen-család szerezte meg, majd annak kihalása után 1218-ban szabad birodalmi várossá vált. 1295-ben szövetséget kötött Bernnel. 1382-ben a város csapatai részt vettek a Habsburgok elleni sempachi csatában. 1481-ben Solothurn teljes jogú kantonként csatlakozott az Ósvájci Konföderációhoz. A reformáció idején több szomszédos kantontól eltérően Solothurn katolikus maradt. 1530 és 1792 között a városban tartotta rezidenciáját a svájci francia követ. 1798-ban franciák szállták meg a kantont, melyet beolvasztottak a Helvét Köztársaságba. 1803-ban a többi kantonnal együtt, Solothurn visszanyerte korábbi önállóságát. Az 1831-es liberális forradalom után a városi céhek elvesztették hatalmukat és a kantont a parlament irányította. Az 1840-es években a katolikus többségű Solothurn nem csatlakozott a konzervatív és katolikus Sonderbund-hoz amely 1847-ben fellázadt. Ennek megfelelően a kanton megszavazta az 1848-as új szövetségi alkotmányt. Solothurn jelenleg érvényes alkotmánya 1987-ből származik.

## Földrajza
Solothurn Svájc északnyugati részén található. Északon Basel-Landschaft, keleten Aargau, délen és délnyugaton Bern, nyugaton pedig Jura kantonokkal határos. Két bázeli exklávéja révén közvetlenül határos Franciaország Haut-Rhin megyéjével. Területe 791 km². Domborzati szempontból főleg az Aare-folyó völgyében elterülő síkság jellemzi, de nyugaton már megjelennek a Jura-hegység előhegyei. Legmagasabb pontja az 1445 méteres Hasenmatt.

## Közigazgatás

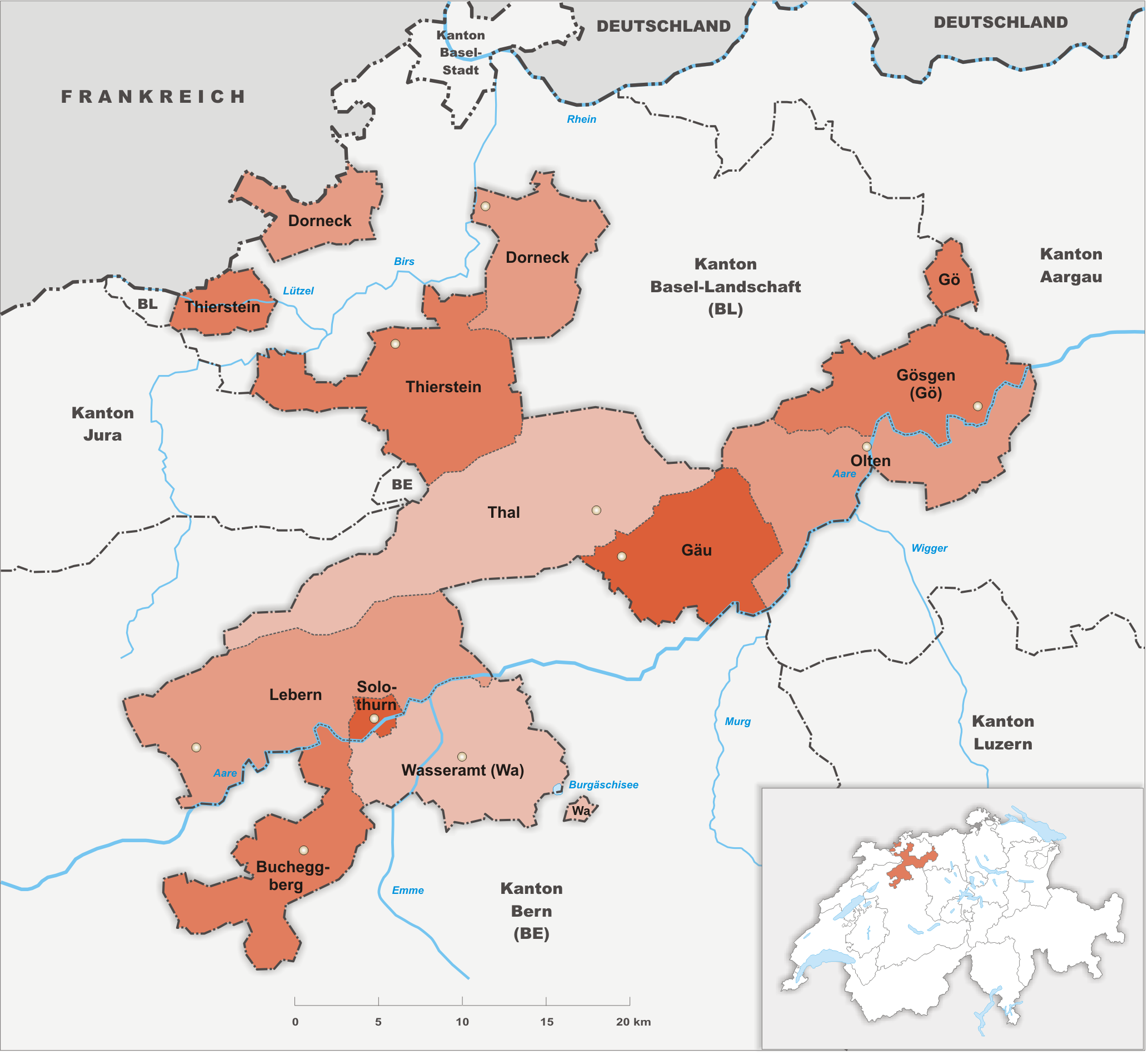
Solothurn kanton kerületei

2005-ig Solothurnt 10 kerületre (Bezirke) osztották:
- Bucheggberg
- Dorneck
- Gäu
- Gösgen
- Lebern
- Olten
- Solothurn
- Thal
- Thierstein
- Wasseramt

2005-ben a kerületeket 5 választókerületté (Amtei) olvasztották össze, bár a statisztikákat továbbra is a régi kerületek alapján vezetik:
- Bucheggberg-Wasseramt
- Dorneck-Thierstein
- Thal-Gäu
- Olten-Gösgen
- Solothurn-Lebern

A kantonban összesen 125 önkormányzat található.

## Lakosság
2013 decemberében a kantonnak 261 437 lakosa volt. 2007-ben a lakosok 18,7%-a (46 898 fő) volt külföldi származású. A solothurniak között legtöbben a katolikusok vannak (44%), az evangélikusok aránya 31%.

## Gazdaság
A kanton gazdaságában ma is jelentős a mezőgazdaság, bár az ipar és a szolgáltatási szektor mostanra túlszárnyalta. Az ipart az órák, ékszerek, textilek, papír, cement és autóalkatrészek gyártása jellemzi. Korábban számottevő volt a solothurni cipőkészítés is. Gösgenben atomerőmű épült, amely 1979-ben kezdte meg működését.

## Fordítás
- Ez a szócikk részben vagy egészben  a   Canton of Solothurn című angol Wikipédia-szócikk ezen változatának fordításán alapul.  Az eredeti cikk szerkesztőit annak laptörténete sorolja fel. Ez a jelzés csupán a megfogalmazás eredetét és a szerzői jogokat jelzi, nem szolgál a cikkben szereplő információk forrásmegjelöléseként.